# Deddington Castle
Deddington Castle är ett slott i Storbritannien.   Det ligger i grevskapet Oxfordshire och riksdelen England, i den södra delen av landet, 100 km nordväst om huvudstaden London. Deddington Castle ligger 123 meter över havet.
Terrängen runt Deddington Castle är platt.Runt Deddington Castle är det ganska tätbefolkat, med 230 invånare per kvadratkilometer. Närmaste större samhälle är Banbury, 9,4 km norr om Deddington Castle. Trakten runt Deddington Castle består till största delen av jordbruksmark.